# 五島慶太
五島 慶太（ごとう けいた、旧姓・小林、1882年〈明治15年〉4月18日 - 1959年〈昭和34年〉8月14日）は、日本の実業家、政治家、官僚。東急及びその子会社の東急電鉄といった東急グループの事実上の創業者である。正三位勲一等。長野県青木村名誉村民。

## 来歴
長野県の農家に生まれ、東京帝国大学卒業後、官僚を9年務めた後に現在の東急東横線の前身である武蔵電気鉄道常務に就任。実質的な経営権を獲得し、池上電気鉄道（現・東急池上線）や玉川電気鉄道（後の東急玉川線）をはじめとする数々の競合企業をM&Aを用いて次々と買収し、「強盗慶太」の異名を取った。一方、実業家としては優れた経営を行い、阪神急行電鉄（現・阪急電鉄）の小林一三と並び、「西の小林・東の五島」と称された。

### 幼少期 - 大学卒業
長野県小県郡殿戸村（現・青木村）に農業を営む小林菊右衛門・寿ゑ夫妻の二男として生まれる。幼少時分はガキ大将であったが、弱い者いじめはしなかった。1893年に青木尋常小学校（現・青木村立青木小学校）、1895年に浦里尋常小学校高等科（現・上田市立浦里小学校）を卒業。父は製糸業などに手を出し失敗していたため、家計は苦しかったが、慶太の志は高く、父を説得して長野県尋常中学校上田支校（現・長野県上田高等学校）に入学した。青木村の自宅から徒歩で片道2時間かけて通学した。中学の3年を終えると、長野県尋常中学校松本本校（現・長野県松本深志高等学校）に親友大井新次郎（後の多摩川園長）とともに松本の知人の家に下宿しながら通学し、4年・5年を修了した。
慶太はさらに上級学校への進学を夢見たが、経済的理由から進学を断念して青木小学校の代用教員となる。慶太の向学心は強く、1902年（明治35年）の夏に上京して東京高等商業学校を受験するが、英語で失敗し不合格。1903年に学費が不要な東京高等師範学校に合格し、代用教員を辞して英文科へ進学した。東京高師では地理歴史、英語、教育学などを学んだが、のちの人生に残らず、唯一人生の指針となったのは校長の嘉納治五郎が日頃語っていた「なにくそッ」の教訓だった。
卒業後の1906年に英語教師として三重県の四日市市立商業學校に赴任するも、「一度学校に赴任してみると、校長はじめ同僚がいかにも低調でバカに見えて、とうていともに仕事をしていくに足りない者ばかりだった。」と不満を持ち、さらなる最高学府への進学を志して、1907年（明治40年）9月に東京帝国大学政治学科の選科に入学する。10月に旧制第一高等学校の卒業資格試験に合格して法学部本科に転学した。再び学資に窮し、東京高師の校長で在学中に世話になった嘉納の紹介を得て、富井政章男爵の子息の家庭教師として居候する。富井の子息の第二高等学校進学が決まると、次は富井の紹介で加藤高明の子息加藤厚太郎の家庭教師として加藤邸に居候する。
1911年（明治44年）、東京帝国大学を卒業する時はすでに29歳であったが、高等文官試験に合格し、加藤高明の斡旋で農商務省に入省。工場法施行に伴い、工場監督官に採用されるが、施行が3年延期になったため、鉄道院に移った。

### 鉄道業界へ
鉄道院では文書課、監督局、監督局内の総務課と職場を移り、1919年（大正8年）に総務課長に就くが、高等官七等の身分であるため「課長心得」となる。この処遇が気に食わず、稟議書の認可押印時に、わざと「心得」の2字を消してから上席へ回した。気付いた次官が理由を尋ねると「私は本当の課長としての責任をとって本気で書類に判を押している。心得というような中途半端な無責任な字は消している。これは、私を侮辱したことになる」と答え、心意気を請われて「課長」に昇進した。1年半ほどのちに官吏の生活に飽きてきた頃、武蔵電気鉄道（後の（旧）東京横浜電鉄、現在の東急東横線の母体）社長の郷誠之助が資金集めに難航し、鉄道建設に専門の知識を持った常務を求めて鉄道院次官に掛け合った。次官は「課長心得が気に入らないと言って『心得』を消してくる面白いやつがいる」と五島を紹介した。これを渡りに舟と感じた五島は1920年（大正9年）5月11日に鉄道院を辞し、武蔵電気鉄道常務に就任した。
その頃、実業家の渋沢栄一らによって理想的な住宅地「田園都市」の開発を目的に設立された田園都市株式会社が東京府荏原郡の田園調布や洗足などに分譲用として45万坪の土地を購入した。その住民に交通の便を提供するため、目黒駅と蒲田駅から同経営地まで鉄道を敷設するため荏原電気鉄道も設立したが、素人ばかりのため経営不振に陥っていた。そこで大株主の第一生命保険社長の矢野恒太に相談したところ、第一生命相談役の和田豊治が阪神急行電鉄（後の阪急電鉄）総帥の小林一三を推した。小林は名前を出さず、報酬も受け取らず、日曜日のみ、の約束で経営を引き受け、玉川、田園調布方面の宅地開発と鉄道事業を進めた。目黒蒲田電鉄を立ち上げる時に小林が多忙のため、代わりに鉄道院出身であった五島を推挙した。小林からは「荏原電鉄を先にやって、45万坪の土地を売り、その利益で武蔵電鉄をやればいい」と説得され、1922年（大正11年）10月から荏原電気鉄道の専務を兼務した。直前の1922年（大正11年）7月、荏原電気鉄道は目黒蒲田電鉄と名前を変え、1924年（大正13年）11月に目蒲線の全線開通を迎えた。その時期が関東大震災と重なったため、都心を焼け出された人々が沿線に移住し業績は一気に好転した。その利益で武蔵電鉄の株式過半数を買収し、名前を武蔵電鉄から（旧）東京横浜電鉄と変え、1927年（昭和2年）8月に東横線を渋谷駅 - 神奈川駅間で開通させた。この東横線は五島が最も精魂を傾けて建設した路線である。
昭和恐慌の煽りを受けて業績は悪化する。その時、五島は「予算即決算主義」を確立した。これは後々まで五島の経営哲学として生き続ける。
五島は阪急の小林の手法に倣い、沿線に娯楽施設やデパートを作り東横沿線の付加価値を高めた。更に大学等の学校を誘致し始める。1924年（大正13年）、関東大震災で被災した東京工業大学を浅草区蔵前から目蒲電鉄沿線の大岡山へ移転させることに成功する。1929年（昭和4年）に慶應義塾大学へ日吉台の土地を無償提供し、1934年（昭和9年）日吉キャンパスが開設された。1931年（昭和6年）に日本医科大学へ武蔵小杉駅近くの土地を無償で提供し、1932年（昭和7年）に東京府立高等学校を八雲に誘致した。1936年（昭和11年）に赤坂区青山北町にあった東京府青山師範学校に資金援助を行い、世田谷の下馬に誘致した。東横沿線を学園都市として位置付け数々の誘致を成功させ、通学客を安定的な乗客として多く獲得した。
五島は自らが苦学生であったことに加え、学生時代から家庭教師や学校の教師を務めていたことから教育分野に大変熱心だった。そのため私財を投じて東横商業女学校（後の東横学園中学校・高等学校・女子短期大学）を設立。続けて武蔵高等工科学校を有する学校法人五島育英会を設立するなど、晩年まで意欲を持ち続けた。
事業を拡大して1933年（昭和8年）7月に競合する池上電気鉄道の株を東京川崎財閥から譲り受けて買収した。
1934年（昭和9年）11月、渋谷駅前に関東初の電鉄系ターミナルデパートである東横百貨店を開業した。呉服が中心だった百貨店事業の中で、東横百貨店は日用品中心の品揃えを展開する。ターミナルであった渋谷駅は当時でも30万人近い乗降客があり、都心に行かず買い物ができる東横百貨店は人気を呼んだ。東横百貨店の隣に本社ビルを所有し、渋谷の開発をめぐり競合関係にあった玉川電気鉄道を内国貯金銀行の前山久吉から株式譲渡で買収、1936年（昭和11年）に社長に就任。1938年（昭和13年）4月に（旧）東京横浜電鉄に吸収合併した。1939年（昭和14年）10月に目黒蒲田電鉄は（旧）東京横浜電鉄を合併し、名称を逆に（新）東京横浜電鉄とする。五島慶太は「東横線が我々の祖業である、この線が滞りなく走っていれば東急の事業は安泰だ」と語ったように（旧）東京横浜電鉄は（新）東京横浜電鉄における事実上の主力であった。。
五島は関西でも鉄道事業に関与し、1927年（昭和2年）から1944年（昭和19年）にかけて、近畿日本鉄道（近鉄）の前身である大阪電気軌道（大軌）の監査役および、大軌子会社である参宮急行電鉄（参急）の取締役も務めた。

### 事業戦略
1938年に前山久吉が所有する三越株式の譲渡が持ち上がった。五島は東横百貨店を三越と合併して東横を三越の渋谷支店にしようと考え、10万株を購入した。東横百貨店の従業員研修の際に研修先候補に挙がっていた三越から受け入れを断られたことの逆恨みであったと伝わる。三井財閥の祖業である三越の乗っ取りを阻止するため、三井銀行は東横の融資を停止する。三井の要請を受けた三菱銀行頭取の加藤武男も、慶應閥牙城の三越の買収に手を貸せば非難が向くと判断して融資を停止した。五島は大財閥の三井と三菱を相手にする状況となり、資金繰りが悪化する。三井銀行出身で慶應閥に顔が利く小林一三に助力を依頼したが、「渋谷のような片田舎の百貨店がそんなことをするのは、蛙が蛇を飲み込むより至難」と諭されて断念した。
1934年、五島は渋谷 - 新橋間に地下鉄を敷設するため、大倉組や東京地下鉄道と協力して東京高速鉄道を発足させ、常務に就任した。1938年に渋谷 - 虎ノ門間を開通するが、社長門野重九郎が東京駅への延伸を主張するのに対し、五島は新橋から東京地下鉄道へ乗り入れ、当時、東京一の繁華街であった上野と浅草に至るルートを主張し、2人は対立した。1939年に五島は大日本電力社長の穴水熊雄から東京地下鉄道株式45万株を譲り受け、東京地下鉄道社長の早川徳次を退陣に追い込んだ。
1941年（昭和16年）に陸上交通事業調整法に基づく帝都高速度交通営団（営団地下鉄）が成立した。鉄道省総務課長の佐藤栄作は、「私鉄二社の無駄な競争をやめさせ、営団に一本化すべき」と主張した。これまで五島が競合相手を合併する際に用いた口実が使われたことになる。両社の株式は営団債に振り替えられたが、戦後にインフレーションで紙屑同然と化した債券の山を見た五島は人知れず号泣した。
1942年（昭和17年）に陸上交通事業調整法の趣旨に基づき、既に五島の経営下にあった京浜電気鉄道と小田急電鉄を合併して東京急行電鉄を発足し、1944年に京王電気軌道を合併する。相模鉄道など東京西南部全域の私鉄網を傘下に収めて「大東急」となった。

### 東條内閣に入閣、公職追放

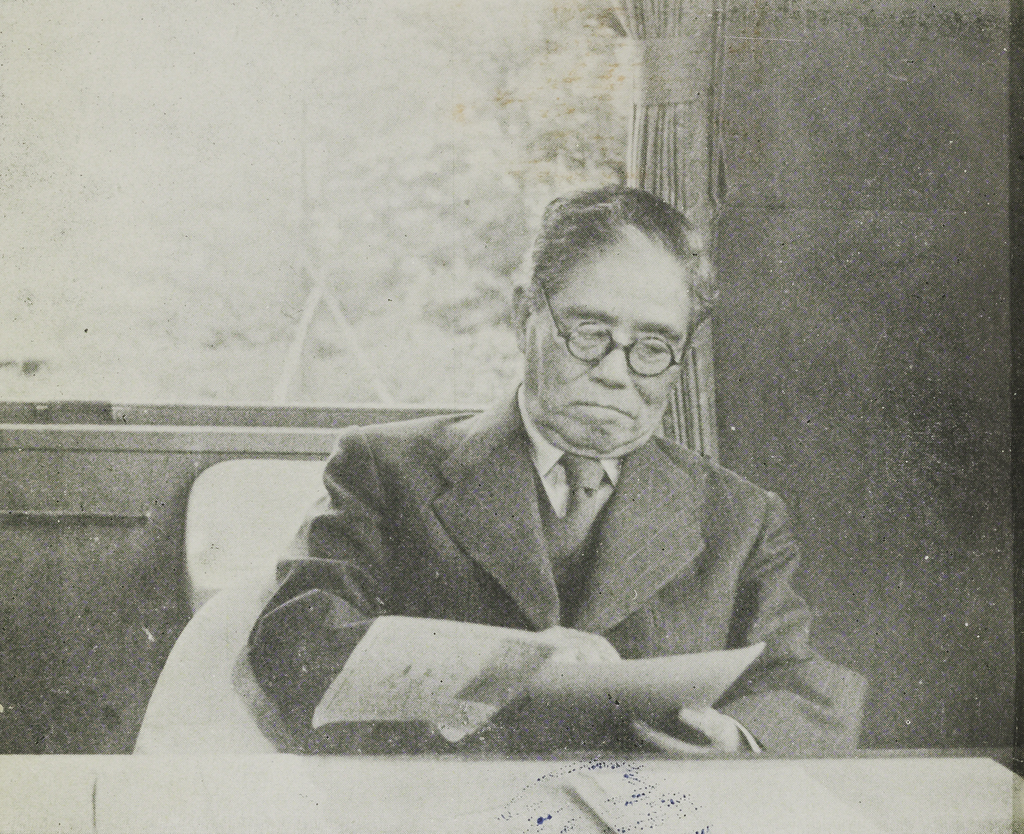
五島慶太

1943年（昭和18年）、国策によって静岡鉄道が成立し、五島は初代会長に就任。静岡鉄道が東急と繋がりが今も深いのはそのためである。内閣顧問に任ぜられ、木造船の行政査察使として青森から関西の造船所を回った。巡回の後、箱根の強羅ホテルでレポートを仕上げているところに次男の戦死を耳にした。1944年（昭和19年）2月11日、東條英機内閣の運輸通信大臣に就任し、名古屋駅の交通緩和や船員の待遇改善などに貢献する。
大東急の沿線都市の川崎市は、国鉄川崎駅と臨海部を結ぶ川崎鶴見臨港バスの輸送力低下に業を煮やし、路面電車参入を決めていた。東急も京浜電気鉄道から引き継いだ大師線を延長し、臨海部の軍需工場へ通勤輸送に当たる予定だった。川崎市では当初、東急から大師線を買収して市営に一本化、環状運転を行う構想を持っていたが五島は市側と調整し、桜本駅から北を東急、以南を川崎市の運営とすることで折り合わせる。1945年（昭和20年）に川崎市電と大師線が桜本駅で連絡した。
終戦後の1947年（昭和22年）、東條内閣の閣僚だったために連合国軍最高司令官総司令部（GHQ）によって公職追放者指定を受けた。追放解除は、1950年の第一次解除では申請が認められず、1951年にずれ込んだ。追放中も影のご意見番として事実上企業活動に参加。大東急分割の際も、むしろ自ら企業分割の推進役を果たした。既にこの頃「城西南地区開発」の発想があり、旧3社への事業譲渡代金は城西南地区開発を始める恰好の元金であった。
追放解除後は東京急行電鉄会長に再び就任し、まずは各系列会社の運営実態を確認。倒産寸前にまで陥っていた東映は、借金が11億円（2006年の貨幣価値換算で数百億円）にも膨らんでいたが、住友銀行の鈴木剛頭取と交渉して融資を引き出した。東映再建に、東急専務で「経理の専門家」として五島が多大な信頼を寄せていた大川博を社長として派遣し、見事に3年で立ち直らせた。これが失敗していたら五島家は破産していたといわれる。1953年（昭和28年）に城西南地区開発を発表して神奈川県北東部を中心とした地域の多摩田園都市開発に着手する。
その一方で、1955年（昭和30年）に横井英樹の白木屋乗っ取りに手を貸し、これに東横百貨店を吸収、「強盗慶太」の健在ぶりを知らしめる。定山渓鉄道など北海道各地の乗合バス会社を次々と買収し、北海道開発を推進した。伊豆の観光開発にも力を注ぎ、伊東 - 下田間の鉄道敷設（現・伊豆急行線）を計画し「伊豆戦争」を繰り広げる傍ら、箱根の観光事業ではかつて傘下に収めていた小田急側について「箱根山戦争」を繰り広げ、五島の郷里である長野県でも軽井沢の開発を巡って草軽電気鉄道を東急傘下に収めて経営を行い、西武鉄道の堤康次郎と各地で激しく対立した。
五島は郷里・長野県の開発にも関心を持っており、上田丸子電鉄（現・上田交通）に出資し、同社はのちに東急の系列会社となったものの、既に病に侵されておりそれ以上の関与はできなかった。死の直前の1959年（昭和34年）に再び横井と組み東洋精糖買収に乗り出し、熾烈な攻防戦を繰り広げた（この間、藍沢弥八、木村篤太郎、高瀬青山、田口真二、檜垣文市らが調停を試みた）。しかし、その最中に五島は病没。東洋精糖株は死後27日目に手放された。墓所は世田谷区浄真寺。

## 人物像

### 死後の評価
強引な企業買収で知られているものの、東映の再建、箱根・伊豆・信州・北海道の開発、洗足田園都市や田園調布を発端にした多摩田園都市の開発など、その壮大な事業構想は、企業家として高い評価を受けている。師である小林一三からは私鉄経営について多くを学び、ターミナルであった渋谷駅にデパートを設置したことや田園都市を開発したのは、小林の手法の模倣とされている。しかし小林よりも大規模に行った「学校の誘致」のように、独自の発想によるものもいくつかあった。さらに小林が官僚の天下りを嫌ったのに対し、五島はその政治力を積極的に利用して事業を推し進めようとするなど、官僚出身者であるが故といった面も見られることがあった。その反面、小林が多用した「"隠密"を使っての事業拡大」の手法は採らなかった。
小林やライバルとして知られる西武鉄道の堤康次郎同様、美術品のコレクターとして知られる。蒐集品の公開のため、死の翌年に五島美術館が創立された。
東急グループである東京都市大学では、五島について学ぶ授業が存在する。
出身地の長野県では、郷土出身の偉人としてたたえられている。生前に生まれ故郷である青木村殿戸地区の公民館建設へ寄付を行うなどしており、館内に胸像が建てられている。没後、長男の五島昇が「五島慶太翁記念公園」を建設したほか、2020年に「五島慶太未来創造館」が開館している。殿戸峠の入口に生家が現存していたが、2018年8月に落雷により焼失。鉄道院に官吏として勤務した頃は、北信地方の交通網整備のため飯山鉄道の敷設認可に尽力し、のちに運輸通信大臣として同社を国有化して国鉄飯山線とした。この功績を記念した石碑が飯山駅前に建てられている。

### 家族・親族
日本経済新聞に連載された『私の履歴書』によれば、「私の家は貧しい農家とはいっても、千戸余りしかない山中の一寒村では、村一番の資産家だった」。父・菊右衛門は熱心な法華経の信者で、起床時、就寝前、南無妙法蓮華経を少なくとも五百遍から千遍ほども唱えていた。両親の姿勢を受けた慶太も仏教に感化を受けた。兄・虎之助は家業を継ぎ、のちに青木村村長・長野県議会議員を務めるなど地元の名士として活動した。
鉄道院転属の前年の1912年（明治45年）2月24日、慶太が30歳の時、工学博士・古市公威の仲人で、皇居二重橋の設計者である工学博士・久米民之助の長女・万千代と見合い結婚をした。この時、久米民之助の祖母の実家で旧沼田藩士の五島家を再興。慶太は万千代と結婚した後に五島姓を名乗ることになった。万千代は1922年（大正11年）、スペインかぜが原因で31歳で急逝したが、五島は生涯再婚も復姓もしなかった。
万千代との間に2男2女を儲けた。長男の昇は東京急行電鉄社長、日本商工会議所会頭などを歴任する。長女の春子は曾禰益に嫁ぐ。次女の光子は早世した。次男の進は東京帝大を卒業後、帝国海軍に入隊し、ソロモン諸島で敵機の機銃掃射により乗船していた船と運命を共にし戦死する。

## 年譜
- 1882年（明治15年）- 長野県小県郡青木村に生まれる。
- 1906年（明治39年）- 東京高等師範学校卒業後、四日市商業学校に赴任。
- 1911年（明治44年）- 東京帝国大学法学部を卒業し、農商務省に入省。
- 1913年（大正2年）- 鉄道院に転属。
- 1920年（大正9年）- 武蔵電気鉄道常務に就任。
- 1922年（大正11年）- 目黒蒲田電鉄専務に就任。
- 1924年（大正13年）- 武蔵電気鉄道、社名を（旧）東京横浜電鉄と変更。
- 1934年（昭和9年）- 東京高速鉄道常務に就任。
- 1936年（昭和11年）- （旧）東京横浜電鉄、目黒蒲田電鉄取締役社長に就任。
- 1939年（昭和14年）- 目黒蒲田電鉄が（旧）東京横浜電鉄を合併し、名称を逆に（新）東京横浜電鉄とする。
- 1942年（昭和17年）- 京浜電気鉄道および、小田急電鉄を合併し、（旧）東京急行電鉄に商号変更。
- 1942年（昭和17年）8月31日- 東京宝塚劇場取締役に就任。
- 1943年（昭和18年）- 内閣顧問に就任。
- 1943年（昭和18年）12月10日- 東宝取締役に就任。
- 1944年（昭和19年）- 運輸通信大臣就任に伴い、東京急行電鉄社長を辞任。
- 1947年（昭和22年）- 公職追放。
- 1951年（昭和26年）- 公職追放解除。
- 1952年（昭和27年）- 東京急行電鉄取締役会長に就任。
- 1955年（昭和30年）- 学校法人五島育英会を設立し、初代理事長に就任。
- 1959年（昭和34年）- 死去。77歳没。